# Cophocerotis mirifica
Cophocerotis mirifica là một loài bướm đêm trong họ Geometridae.